# Coopérations européennes en matière de défense
Les coopérations entre pays européens en matière de défense revêtent de multiples cadres politiques de décision et domaines d'application, elles sont à la fois anciennes et nombreuses. Avec la fin de la guerre froide, elles connaissent un développement significatif lié à la réduction progressive des budgets de défense des Européens et à la nécessité de répondre aux nouveaux besoins opérationnels. Ceux-ci font suite à l'évolution de la nature des menaces pesant sur les Occidentaux qui requièrent en particulier de pouvoir faire face à des situations de crise à l'extérieur des frontières européennes.
L'OTAN et la politique de sécurité et de défense commune (PSDC) de l'Union européenne constituent les cadres institutionnels les plus structurés et les plus larges de coopération en matière de défense ; pour autant, de nombreuses coopérations se nouent aussi dans des cadres bilatéraux, notamment entre la France et le Royaume-Uni et entre la France et l'Allemagne. Ces coopérations portent sur de nombreux domaines complémentaires qui tous ensemble constituent une approche intégrée des problématiques de défense, depuis la conduite d'opérations militaires multinationales jusqu'au renforcement de la base industrielle des États européens.

## Domaines d'application et formes des collaborations
L'existence d'un cadre politique de décision est un préalable à toute collaboration internationale en matière de défense. Il peut s'agir d'un cadre permanent institutionnalisé par un traité entre deux ou plusieurs États, ou bien d'une décision prise ponctuellement pour un objet de coopération bien précis.
Les collaborations en matière de défense recouvrent de nombreux domaines d'application :
- La coopération opérationnelle, sous la forme d'unités multinationales permanentes, ou bien à travers des leviers d'action permettant à des forces nationales d'opérer efficacement en cas de besoin dans un contexte multinational : échange d'informations normatives, préparation de plans d'opérations conjoints, exercices multinationaux, interopérabilité des systèmes de commandement et de contrôle. Exemples : la brigade franco-allemande et le système de commandement et de contrôle aériens (ACCS) de l’OTAN.
- La coopération capacitaire, consistant en la mise en commun sous différentes formes possibles de capacités (systèmes d'armes, équipements satellitaires, installations de maintenance, centres de formation et d'entraînement...) financées par un ou plusieurs pays, au bénéfice de ces mêmes pays ou d'autres pays alliés. Le plus souvent, elle suppose en amont un accord entre les pays participants sur les capacités à acquérir. Mais la coopération capacitaire va plus loin en ce sens qu'elle mutualise l'utilisation de moyens. Elle contribue mécaniquement à accroître l'interopérabilité entre les forces armées des pays participants dans les domaines concernés. Exemple : le programme d'avion de transport A400M mené en coopération par six pays européens dont l'Allemagne, la France et l'Espagne.
- Le renforcement de la base industrielle et technologique de défense, impulsée et coordonnée par deux ou plusieurs États, afin de préserver ou développer dans le long terme les capacités d'innovation, de développement et de production d'équipements militaires. Les États jouent partout un rôle clef vis-à-vis de leur industrie de défense à laquelle sont attachés d'importants enjeux d'indépendance nationale et d'exportation. Ces enjeux se traduisent par des concentrations industrielles menées soit au niveau national, soit au niveau international afin de constituer des groupes possédant la masse critique suffisante pour investir en recherche et développement et être compétitif sur le marché mondial. Exemple : la constitution de MBDA, sous l'impulsion des gouvernements britanniques et français, pour avoir un champion européen dans le domaine des missiles.

Ces collaborations prennent de nombreuses formes et dans leurs formes les plus poussées peuvent se traduire par un abandon de maîtrise par un État d'une partie des capacités dont il peut vouloir faire usage. Les principales formes, de la moins engageante à la plus engageante à long terme sont les suivantes :
- L'« acquisition groupée » d'équipements ou de ressources par deux ou plusieurs pays, qui les possèdent chacun en propre pour la part qu'ils en ont acquise. Il s'agit plus rarement d'une acquisition collective par tous les pays de l'OTAN ou de l'UE de moyens qui sont ensuite directement mis en œuvre par les structures propres à l'OTAN ou à l'UE[3]. Cette forme de coopération correspond le plus souvent à des programmes d'armement initiés par deux ou un petit nombre de pays qui définissent au départ des spécifications communes afin de partager les coûts de développement puis de réduire les coûts unitaires de production par l'effet volume résultant de l'addition des besoins des pays participants. Cette forme de coopération peut aussi s'étendre au maintien en conditions et au soutien de « capacités » de toutes natures (armements, installations... ) acquises - ou non - préalablement en commun. Exemple : le programme d'hélicoptères NH90 développé et produit initialement dans le cadre d'une coopération entre la France, l'Allemagne, l'Italie et les Pays-Bas.
- La « mutualisation » (en anglais « pooling ») de capacités ou d'équipements mis en commun via une structure multinationale chargée de les gérer, de les déployer, ou d'en assurer la maintenance au bénéfice des armées de plusieurs pays, qui gardent chacun une autonomie complète dans leur utilisation au sein de leurs forces. Exemple : la création en 2010 du Commandement européen du transport aérien (EATC).
- Le « partage » (en anglais « sharing ») permanent de capacités ou d'équipements qu'un ou plusieurs pays fournissent à d'autres pays partenaires, selon des règles de mise à disposition  définies par une convention ; cette forme de coopération induit que les capacités disponibles pour un État participant sont à un moment donné contraintes par ces règles en contrepartie de l'économie induite dans la durée par le partage. Le « partage » implique aussi que les pays bénéficiaires renoncent à disposer en propre des moyens et compétences correspondants. Cette forme de coopération est associée à la notion de spécialisation par laquelle des pays géographiquement proches ou membres d'une même alliance, OTAN ou UE dans le cas de pays d'Europe, se répartissent les compétences et les capacités, chacun n'en maîtrisant en propre que certaines et accédant aux autres via les accords de partage. Les États européens sont de facto à des degrés divers tous dans cette situation ; la France fait fréquemment appel pour ses opérations extérieures à des moyens de renseignement, d'observation ou de transport stratégique qu'elle ne possède pas en propre. Exemple : les missions de police du ciel dans les pays baltes et en Islande conduites par l'OTAN.

La réussite des collaborations en matière de défense suppose que soient réunis de nombreux facteurs de succès, parmi lesquels une volonté politique stable dans le temps, un véritable partage des objectifs de coopération, une culture stratégique commune, une solidarité entre les partenaires notamment pour ce qui touche les implications industrielles, une proximité géographique.

## Cadres politiques de décision
Dans tous les cas de figure, l'instauration d'une coopération suppose un accord de nature politique, traduisant une volonté commune et des buts partagés. Cet accord peut-être limité à un objet précis ponctuel, comme le développement (R&D) et la réalisation industrielle en commun d'un système d'arme, ou bien constituer un cadre permanent large au sein duquel viendront s'inscrire plusieurs projets communs. La coopération politique suppose la recherche de visions communes sur la situation géostratégique, sur les capacités nécessaires pour répondre aux enjeux géostratégiques et sur les doctrines d'emploi en réponse à des situations de crise.
La crainte d'une perte de souveraineté et la protection de l'industrie nationale de défense sont les deux principaux obstacles au développement de coopérations entre les pays Européens. Mais les contraintes budgétaires qui se sont accentuées au fil des années depuis la fin de la guerre froide ont rendu ces coopérations indispensables pour que même les « grandes » nations européennes puissent continuer de se doter du minimum de capacités qu'elles jugent nécessaires pour tenir leur rang dans le monde. En pratique, la question de la souveraineté consiste à faire des choix entre renforcement de la capacité d’agir via la coopération multinationale ou préservation de la liberté d’action.
La multiplication des situations de crise ces vingt dernières années et la forte augmentation des opérations extérieures qui en résulte ne laissent pas d'autre choix que de développer davantage ces coopérations comme en témoignent depuis le début des années 2010 les initiatives prises par l'UE et l'OTAN et le lancement de nombreux nouveaux programmes en coopération.

### Coopérations bilatérales ou multilatérales
Les coopérations bilatérales sont les plus fréquentes : la France et l'Allemagne, la France et le Royaume-Uni ont mené à bien de nombreuses coopérations bilatérales depuis des décennies. De nombreuses autres coopérations bilatérales se sont instaurées, comme entre l'Allemagne et les Pays-Bas  depuis 1995.
La France participe à de nombreux programmes en coopération. Sa volonté d'indépendance et les difficultés de faire converger les besoins de multiples parties pour des programmes majeurs comme les avions de combat a parfois conduit à privilégier des développements entièrement sous contrôle de l'État français comme c'est le cas pour l'avion de combat multirôle Rafale.

#### Coopération franco-allemande
Inscrite dans le traité de l'Élysée de 1963, la coopération militaire franco-allemande est fortement structurée et son périmètre d’action très vaste. Elle trouve son expression institutionnelle au travers du Conseil Franco-Allemand de Défense et de Sécurité (CFADS) institué en janvier 1988 à l'occasion du vingt-cinquième anniversaire de ce traité. Le CFADS réunit le Président et la Chancelière avec les ministres de la défense et des Affaires étrangères ainsi que les chefs d’État-Major des Armées tous les six mois,. En pratique cependant, mis à part l'avion de transport A400M, les années 2000 ne voient le lancement d'aucun projet nouveau d'ampleur. En juin 2012, année de relance tous azimuts de l'idée de coopération européenne en matière de défense, l'Allemagne et la France signent une lettre d'intention qui affirme que la coopération franco-allemande est déterminante pour le développement de l'industrie européenne de l'armement et liste huit domaines de coopération. En 2016, la France et l’Allemagne élaborent des propositions conjointes à l'attention des autres membres de l'UE pour faire avancer la défense européenne.
La coopération militaire entre la France et l'Allemagne franchit une nouvelle étape avec la signature en avril 2017 d'un accord inter-gouvernemental pour créer un escadron commun de transport tactique par Jean-Yves Le Drian, ministre français de la Défense et Ursula von der Leyen, ministre allemande de la Défense. Implanté sur la base aérienne d'Evreux, le futur escadron franco-allemand sera doté des huit avions de transport tactique Lockheed C-130J commandés par la France et l'Allemagne.

#### Coopération franco-britannique
Entre la France et le Royaume-Uni, les accords de Saint-Malo de 1998, et plus encore le traité de Lancaster House de 2010 donnent une impulsion politique forte à la coopération militaire entre les deux pays. Cependant, il s'agit moins de se concerter pour adopter des positions politiques communes que de mutualiser des moyens et des acquisitions dans le but de réaliser des économies et de faciliter des actions communes. Malgré le Brexit, les coopérations se poursuivent, comme en témoigne la ratification par les parlements français et britannique de l’accord intergouvernemental dans le domaine des missiles, entré en vigueur le 12 octobre 2016.

#### Coopération franco-italienne
La France et l'Italie coopèrent étroitement depuis les années 1980 notamment dans le domaine naval, avec les frégates des classes Horizon et FREMM, et dans le domaine des missiles avec la famille de systèmes surface-air basés sur les missiles Aster.

#### Autres coopérations bilatérales
La Belgique et les Pays-Bas coopèrent en matière navale de manière intensive dans le cadre des accords BeNeSam signés en 1948, enrichis à plusieurs reprises, et complétés en 1995 par l'accord Amiral Benelux (ABNL) qui institue un état-major naval combiné entre les deux marines. Cette coopération est pérennisée par la décision prise en juin 2018 de construire en commun seize navires militaires, deux frégates et six navires de lutte contre les mines pour chaque pays, pour un montant total de plus de quatre milliards d'euros,.
Le Luxembourg est associé par ses deux partenaires au sein du BENELUX selon les termes d'une lettre d'intention de coopération signée en 2012 et d'un pacte de défense aérienne signé en 2015 qui vise une intégration complète entre les trois partenaires.
Les Pays-Bas et l'Allemagne coopèrent dans de nombreux domaines depuis la fin de la guerre froide. La plupart des unités terrestres de l'armée néerlandaise sont intégrées dans des forces conjointes avec l'Allemagne. Les deux États coopèrent aussi dans des programmes d'acquisition d'armements comme le véhicule de combat d'infanterie Boxer. Un accord signé en 2013 vise à renforcer encore cette intégration des deux armées, tant sur le plan opérationnel que sur celui du développement mutualisé de capacités, dans de nouveaux domaines comme la défense antiaérienne ou antimissile.

#### Coopérations multilatérales
Les coopérations multilatérales sont également nombreuses. Elles réunissent fréquemment des pays géographiquement voisins, partageant une même vision géostratégique. C'est le cas par exemple des accords de coopération de défense nordique (NORDEFCO) signés en 2009 entre le Danemark, la Finlande, l'Islande, la Norvège et la Suède. Ces cinq pays nordiques et les trois États baltes coopèrent également en complément des initiatives de « réassurance » prises par les États-Unis et l'OTAN au bénéfice entre autres des pays baltes depuis la recrudescence des tensions avec la Russie,.
Suivant cette même logique géographique, le Groupe de Višegrad réunit depuis 1991 quatre pays d'Europe centrale : la Hongrie, la Pologne, la République tchèque et la Slovaquie, dans une logique de concertation informelle et de lobbying dans la perspective de leur adhésion à l'OTAN et à l'UE. Depuis le début des années 2010, ces quatre États développent fortement leur coopération dans le domaine de la défense.

### Coopérations dans le cadre des organisations internationales
En Europe, deux grandes organisations dominent le paysage politique et militaire : l'OTAN et l'Union européenne. De par le nombre de leurs États membres, leur ancienneté, leurs moyens et la sophistication des outils de planification et de décision qu'elles ont créés, ces deux organisations constituent deux pôles majeurs en matière de coopération de défense. Selon les intérêts politiques de leurs États membres et les circonstances géostratégiques, elles agissent en jouant sur leur complémentarité ou bien sur leur indépendance l'une vis-à-vis de l'autre.
La quasi-totalité des opérations militaires engagées par des pays européens, au titre ou non d'un mandat de l'ONU, le sont depuis 1990 soit dans le cadre de l'OTAN soit dans celui de la PESC et la PSDC de l'Union européenne. Quelques opérations de faible ampleur font exception, comme celle de Kolwezi menée conjointement par la France et la Belgique en 1978. Toutefois, faute de pouvoir obtenir l'unanimité indispensable à toute décision d'engagement de l'OTAN, les États-Unis constituent autour d'eux des coalitions multinationales de grande ampleur en Irak ou pour lutter contre Daech auxquelles de nombreux États européens se joignent.
Ces deux organisations laissent aux États membres une grande liberté de choix dans la constitution des capacités dont elles estiment devoir se doter pour répondre à leurs enjeux de sécurité et de défense.

#### Coopérations au sein de l'Union européenne
La PESC et la PSDC constituent le cadre de coopération politique le plus abouti en Europe en matière de défense, d'autant plus qu'elles couvrent toutes les formes de coopération possibles dans une vision verticale intégrée. La PSDC ne se limite pas à la gestion de crises dans un cadre européen. Elle englobe dans une vision verticale intégrée tous les leviers de coopération qui permettent d'optimiser les dépenses de défense au sein de l'UE, — ce que les réductions des budgets de la défense rendent d'autant plus nécessaire dans un contexte international marqué par l'augmentation des menaces qui pèsent sur les États membres de l'UE —, et de maintenir une base industrielle et technologique au sein de l'UE.
L'Agence européenne de défense a une mission de définition et de mise en œuvre d'une véritable politique européenne de défense extrêmement large qui couvre tous les champs possibles de coopération. En complément, l'organisation conjointe de coopération en matière d'armement (OCCAr) est une organisation intergouvernementale créée en 2001, dont sont membres six États de l'UE parmi lesquels la France, instaurée pour gérer de manière efficace des programmes d'armement multinationaux. Elle dispose d'équipes intégrées permanentes multinationales. À mi-2017, l'OCCAr a une douzaine de programmes en portefeuille. Sept États européens non membres participent à l'un ou l'autre de ces programmes. La France participe à la plupart de ces programmes. En amont des programmes dont elle assure l'intégration, l'OCCAr coopère étroitement avec l'organisme de planification des capacités de l'Union européenne, l'Agence européenne de défense, dont le rôle renforcé par l'initiative « mutualisation et partage » de 2012 est de favoriser l'émergence de programmes en coopération dont l'OCCAr est un candidat naturel pour en assurer la gestion.
Enfin, la Commission européenne émet en 2009 la directive 2009/81/CE (dite « MPDS ») de coordination des procédures de passation de marchés dans les domaines de la défense et de la sécurité afin de permettre l'instauration progressive d’un marché européen ouvert des équipements de défense. Devant la modestie des résultats obtenus, la Commission européenne présente le 30 novembre 2016 son Plan d'action européen de la défense, destiné à relancer le développement de l'industrie de la défense en Europe , en apportant notamment un fort soutien à la recherche et développement.
L’initiative « mutualisation et partage » (pooling & sharing) lancée en 2012 par l'Union vise à relancer les coopérations après plusieurs années de ralentissement, alors que le contexte international requiert un renforcement des capacités de défense,.

#### Coopérations au sein de l'OTAN
Les coopérations entre États européens, avec ou sans les États-Unis, peuvent aussi s'exercer dans le cadre de l'OTAN, alliance multilatérale permanente dont la plupart des États de l'UE sont membres et dont beaucoup considèrent qu'elle doit rester l'instance privilégiée de défense de l'Europe. Pour certains, l'Europe doit construire sa défense « à l’extérieur de l’OTAN, sans les Américains, voire contre ». Cependant, pour d'autres, il ne faut pas anéantir l'OTAN mais plutôt rééquilibrer l'Alliance entre les Européens et les Américains.
Coopérations opérationnelles : forte de son organisation militaire permanente structurée et de ses capacités de commandement d'opérations, l'OTAN est depuis la fin de la guerre froide le cadre dans lequel sont régulièrement menées des opérations multinationales impliquant sur le terrain la coopération entre des unités appartenant à plusieurs États. Les lacunes opérationnelles des pays participant à la campagne du Kosovo en 1999 conduisent à faire de la coopération capacitaire une nouvelle priorité de l’Alliance dans les années 2000.
Coopérations capacitaires : l’OTAN applique depuis des décennies un processus de planification de défense (NDPP), qui vise à harmoniser les activités de planification de défense des pays et celles de l'Alliance, sans caractère contraignant et sans grand résultat concret. Tirant les leçons du Kosovo, les alliés adoptent au sommet de Prague de 2002 un engagement capacitaire, focalisé sur cinq grands domaines : déployabilité et mobilité des forces, soutenabilité et logistique, protection des forces déployées contre les armes conventionnelles et non conventionnelles, capacités d'engagement efficace des forces déployées, et enfin capacités de commandement et de renseignement. Malgré des progrès, l'intervention en Afghanistan (FIAS) continue de mettre en évidence les faiblesses capacitaires des États membres de l'OTAN.
L'initiative de « défense intelligente » (smart defence) de l'OTAN lancée en 2012 vise à relancer les coopérations capacitaires et optimiser les dépenses militaires des membres de l'OTAN dans un contexte de rareté budgétaire en mutualisant des investissements. En parallèle, l'Allemagne a introduit auprès de l'OTAN son concept de nation-cadre qui consiste à regrouper une grande nation et plusieurs petites pour l'acquisition et l'emploi de capacités. Ce concept de spécialisation des États au sein d'une alliance est adopté par l'OTAN au sommet de Newport en 2014. Relancée en 2012 par l'initiative de « défense intelligente », cette harmonisation donne des résultats concrets : début 2017, 6 projets multinationaux ont été menés à bien et une vingtaine d'autres sont en cours. Les domaines concernés sont plus particulièrement le renseignement, la surveillance et la reconnaissance interarmées (JISR), et la cyberdéfense.

#### Coopération entre l'UE et l'OTAN
Les coopérations entre les deux grandes organisations concernent aussi bien le domaine opérationnel que les capacités.
L'OTAN et l'UE se sont engagées à rendre cohérentes, complémentaires et sans doublons leurs initiatives de défense intelligente et de mutualisation et partage relatives aux capacités.

## Coopération opérationnelle
La coopération opérationnelle s'articule à trois niveaux : les structures et systèmes de commandement et de renseignement, les unités de projection et de mobilité des forces, et les unités combattantes proprement dites.
À de rares exceptions près, les États européens ont choisi de conserver leurs forces sous commandement national  et de ne pas les intégrer de façon permanente dans des structures multinationales. Conscients toutefois que leurs forces sont susceptibles d'être engagées le plus souvent dans des opérations multinationales pour des raisons de légitimité politique et de rareté des moyens, ils mettent l'accent sur les formes de coopération rendant possibles le déploiement de telles opérations dans des délais courts et dans de bonnes conditions d'efficacité. C'est pourquoi les coopérations opérationnelles permanentes concernent surtout les structures et systèmes de commandement et les moyens de projection et mobilité des forces.

### Structures et systèmes de commandement et de renseignement

#### Structures de commandement et de renseignement dans le cadre de l'OTAN
L'OTAN maintient en propre plusieurs structures multinationales permanentes de commandement aux niveaux stratégique ou tactique, capables de diriger toutes les opérations militaires engagées par l'Alliance, sous l'autorité du Commandement allié Opérations (ACO), auxquelles coopèrent tous les états européens membres de l'OTAN. La capacité des états-majors à conduire efficacement des forces assemblées pour mener des opérations multinationales repose pour beaucoup sur :
- des systèmes de commandement et de contrôle (C2) interopérables entre alliés dans un contexte interarmées (terre, air, mer). Tous les états membres de l'OTAN coopèrent à la mise en place d'un nouveau système de commandement et de contrôle aériens (ACCS) de l’OTAN, opérationnel par paliers successifs à partir de 2015[39]
- des capacités de renseignement, de surveillance et de reconnaissance interarmées (JISR[b]). L'OTAN met en place un système JISR dont le recueil de données et d'informations repose le système de surveillance terrestre (AGS) et sur les aéronefs AWACS de l'OTAN, ainsi que sur un vaste éventail de moyens JISR nationaux opérant dans les environnements, aérien, terrestre, maritime et spatial[37].

En revanche, à de rares exceptions près, l'OTAN s'appuie pour la conduite de ses opérations sur le terrain sur des états-majors mis à disposition par ses membres selon un plan et des processus d'entraînement et de certification précis. Appelés « corps de déploiement (ou de réaction) rapide (RDC) » dans la terminologie OTAN, ces états-majors opérationnels à déploiement rapide sont constitués d'un noyau formé par une nation-cadre membre de l'OTAN et de ressources additionnelles venant d'autres pays membres. Parmi ces états-majors, celui du I. German/Dutch Corps (en) et de l'Eurocorps sont structurellement multinationaux, les autres sont animés par une seule nation-cadre, comme c'est le cas du Corps de réaction rapide français. Même dans ce dernier cas, leurs ressources proviennent de plusieurs pays européens.

#### Structures de commandement de l'UE
Dans le cadre de la PSDC, l'État-major de l'Union européenne élabore des documents politiques, de doctrine ainsi que des documents de planification stratégique. Après des années de discussions liées notamment à l'opposition des Britanniques, l'UE dispose depuis mi-2017 d'un embryon d'état-major de conduite des opérations, chargé de superviser les états-majors opérationnels déployés sur le terrain et de faire le lien avec les autorités politiques à Bruxelles. Cette structure de « capacité militaire de planification et de conduite » (MPCC) assure au stade actuel la conduite des opérations militaires de l'UE à mandat non exécutif, i.e. non combattantes,. Elle est le pendant de la CPCC chargé des opérations civiles.
Pour mener ses opérations militaires, l'UE fait appel aux mêmes états-majors binationaux ou multinationaux permanents que l'OTAN. Elle dispose aussi depuis 2004 de la force de gendarmerie européenne pour conduire des missions civiles ou militaires hors des frontières de l'Union.

#### Autres structures de commandement binationales
Dans le domaine naval, la Belgique et les Pays-Bas ont mis en place un état-major combiné, Amiral Benelux, apte à assurer le commandement de l'ensemble des forces navales des deux États. Les décisions d'emploi des moyens restent du ressort des gouvernements belges et néerlandais et de leurs parlements respectifs.

### Unités de projection et de mobilité des forces
Les capacités limitées des Européens en la matière ont conduit à plusieurs initiatives de constitution d'unités permanentes multinationales capables d'intervenir dans un contexte opérationnel en partageant des moyens mis à disposition par les États contributifs.
Transport aérien : le Commandement européen du transport aérien est l'initiative la plus importante dans ce domaine, à laquelle participent sept états européens. Les pays nordiques membres de NORDEFCO ont finalisé en 2016 un accord de coopération permettant de disposer en permanence de capacités de transport aérien tactique partagées, dont le commandement est assuré de manière tournante.
Ravitaillement en vol : le 27 juillet 2016, les Pays-Bas et le Luxembourg ont passé une commande conjointe de deux ravitailleurs A330 MRTT lors de la signature d'un contrat entre Airbus Defence and Space et l'Organisation conjointe de coopération en matière d'armement (OCCAr), sous l'égide de la NATO Support & Procurement Agency dans le cadre d'une initiative destinée à constituer une flotte multinationale d'avions ravitailleurs en vol. Lors de la réunion des ministres de la Défense de l'OTAN de février 2017, l'Allemagne, la Belgique et la Norvège ont signé une déclaration d'intention qui vise à constituer une flotte multinationale d'avions de ravitaillement en vol, appelé Multinational MRTT Fleet (MMF) équipée d'A330 MRTT (Multi Role Tanker Transport) d'Airbus Defence & Space, faisant passer cette flotte de deux à huit appareils. Cet appareil est également utilisé par la Royal Air Force et l'Armée de l'air française,.
| Capacités             | Unité multinationale                                  | Pays et Organisations | Équipement         | Année opérationnel |
| --------------------- | ----------------------------------------------------- | --- | ------------------ | ------------------ |
| Transport aérien      | European Air Transport Command (EATC)                 | Drapeau de l'Allemagne · Drapeau de la Belgique · Drapeau de l'Espagne · Drapeau de la France · Drapeau de l'Italie · Drapeau du Luxembourg · Drapeau des Pays-Bas | 204 appareils      | 2010               |
| Transport aérien      | NORdic cooperation on Tactical Air Transport (NORTAT) | NORDEFCO |                    | 2017               |
| Ravitaillement en vol | Multinational Multi-Role Tanker Transport Fleet (MMF) | + OTAN et OCCAr | 8 avions A330 MRTT | 2020               |

### Unités combattantes
Les coopérations peuvent prendre la forme d'unités multinationales permanentes, ou bien à se nouer à travers des leviers d'action permettant à des forces nationales d'opérer efficacement en cas de besoin dans un contexte opérationnel multinational, principalement l'interopérabilité des systèmes et la conduite régulière d'exercices conjoints. Cependant les opérations militaires complexes requièrent en premier lieu des capacités de commandement rodées, que seules l'OTAN et dans une moindre mesure l'UE possèdent.
L'initiative la plus ancienne en termes d'unité multinationale permanente est la brigade franco-allemande dont la création est décidée lors du cinquantième sommet franco-allemand de novembre 1987,. Cette brigade est intégrée dans l'Eurocorps depuis 1993 ; elle en est la seule unité combattante véritablement binationale ; les autres unités combattantes et de soutien composant l'Eurocorps demeurent en période de non-engagement subordonnées à leurs états-majors nationaux respectifs et sont purement nationales dans leurs moyens.
L'Allemagne et les Pays-Bas procèdent depuis la fin de la guerre froide par étape successive à une intégration de plus en plus poussée de leurs forces. En 1995 ces deux États constituent le 1er Corps germano-néerlandais, par héritage du 1er Corps néerlandais stationné en Allemagne de l'Ouest pendant la guerre froide et de forces allemandes. Une étape clef est franchie dans un accord de mai 2013 par l'intégration des forces parachutistes et de réaction rapide des deux armées sous un état-major unique binational sous commandement allemand, privant ainsi les Néerlandais de la liberté d'usage de leurs troupes parachutistes. Il est prévu que la nouvelle Division de Forces Rapides (DSK) (de) ainsi constituée tire son efficacité d'une harmonisation de ses moyens, de ses procédures d'emploi, de sa formation et de son entraînement,.
Plusieurs initiatives de constitution de forces multinationales, permanentes ou non permanentes mais capables d'être opérationnelles très rapidement pour répondre à des situations de crises, coexistent, les unes au sein de l'OTAN ou de l'UE, les autres dans un cadre spécifique de coopération entre plusieurs États européens. En plus de la Force de réaction de l'OTAN (NRF)  et des Groupements tactiques de l’Union européenne (GTUE ou Battlegroups), les principales initiatives sont en la matière la brigade franco-allemande, l’Eurocorps, l’initiative européenne d’intervention, la Joint Expeditionary Force (JEF) et la Force expéditionnaire commune interarmées franco-britannique (en) (CJEF).

## Coopération capacitaire
Les coopérations capacitaires auxquelles participent les États européens sont usuellement classées dans cinq domaines : commandement et renseignement, projection et mobilité des forces, soutien et appui, systèmes d'armes des unités combattantes, et protection des forces et des infrastructures.
Le point de départ le plus naturel et présentant le potentiel de gains le plus fort est la standardisation des équipements : l'acquisition puis la maintenance des mêmes équipements par plusieurs pays est un facteur d'économies important et facilite de surcroît les coopérations opérationnelles. La formation du personnel et leur entraînement peuvent ainsi être également largement mutualisés. Pourtant de nombreux équipements continuent d'être acquis par les états européens en dehors de programmes de coopération. C'est le cas par exemple des véhicules de combat d'infanterie dont une vingtaine de types différents seront mis en service dans les années 2010, tous purement nationaux à l'exception du Boxer germano-néerlandais. L'existence de chantiers navals dans de nombreux pays européens conduit aussi à multiplier les types de navires alignés par leurs marines de guerre.

### Projection et mobilité des forces
Les armées européennes doivent disposer d'importantes capacités de projection de forces en dehors du territoire européen pour mener à bien des opérations en réponse aux crises fréquentes depuis le début des années 2000 en Afrique et au Moyen-Orient. Au sortir de la guerre froide, les lacunes en la matière sont considérables puisque les armées s'étaient dotées de capacités permettant de défendre l'intégrité du territoire européen. Des solutions temporaires sont trouvées, comme le contrat SALIS de location d'avions d'origine russe de transport stratégique, ou le recours à des capacités américaines. Des coopérations se nouent entre États européens pour trouver des solutions de fond à leurs lacunes structurelles en la matière. En 2001, huit pays européens passent avec Airbus Defence and Space un contrat pour l'acquisition de 180 appareils A400M.
| Capacités        | Objet de la coopération                                                                                 | Pays et Organisations                                                | Équipement                            | Année disponibilité |
| ---------------- | --- | -------------------------------------------------------------------- | ------------------------------------- | ------------------- |
| Transport aérien | Programme de mutualisation de capacités de transport stratégique « Strategic Airlift Capability - SAC » | 12 États membres et OTAN                                             | 3 avions de transport C17 Globemaster | 2008                |
| Transport aérien | Programme industriel d'acquisition                                                                      | + OCCAr                                                              | A400M                                 | 2013                |
| Transport aérien | Contrat de service global de maintenance mutualisé                                                      | Drapeau du Royaume-Uni · Drapeau de la France · Drapeau de l'Espagne | A400M                                 | 2016                |
| Transport aérien | Contrat de location de capacités « Solution intérimaire pour le transport aérien stratégique (SALIS) »  | 12 États membres et OTAN                                             | 6 Antonov An‑124‑100                  | 2006                |

### Systèmes d'armes des unités combattantes
Des programmes importants relatifs aux capacités de combat des pays européens ont été menés en coopération depuis la fin de la guerre froide et plusieurs programmes nouveaux ont été lancés en 2016 et 2017.

#### Coopérations abouties
| Capacités                     | Objet de la coopération                 | Pays et Organisations                                                                      | Système d'arme                                                                     | Année lancement | Année livraison |
| ----------------------------- | --------------------------------------- | ------------------------------------------------------------------------------------------ | ---------------------------------------------------------------------------------- | --------------- | --------------- |
| Hélicoptère d'attaque         | Développement et acquisition            | + OCCAr                                                                                    | TIGRE                                                                              | 1987            | 2005            |
| Avion de combat multirôle     | Développement et acquisition            | (Eurofighter GmbH)                                                                         | Eurofighter Typhoon                                                                | 1988            | 2004            |
| Missile surface-air           | Développement, acquisition, maintenance | + OCCAr                                                                                    | FSAF (Famille des systèmes Surface-Air Futurs) basé sur les missiles Aster 15 / 30 | 1989            | 2001            |
| Hélicoptère moyen multirôle   | Développement et acquisition            | Drapeau de l'Allemagne · Drapeau de la France · Drapeau de l'Italie · Drapeau des Pays-Bas | NH90                                                                               | 1992            | 2006            |
| Frégate                       | Développement et acquisition            | + OCCAr                                                                                    | FREMM (Frégate Européenne Multi-Missions)                                          | 2002            | 2012            |
| Missile air-air longue portée | Développement et acquisition            | (MBDA)                                                                                     | METEOR                                                                             | 2002            | 2016            |

#### Coopérations en cours
Drone MALE : après plusieurs échecs de mise sur pied d'un projet européen, qui conduisent la France à acquérir des drones américains Reaper en 2013, le développement d'un drone de moyenne altitude longue endurance (MALE) est initié en 2015 par l'Allemagne, la France, et l'Italie, rejointes ensuite par l'Espagne. Un début de concrétisation intervient en septembre 2016 par l'octroi d'un contrat de définition à un consortium formé par Dassault, Airbus Defence and Space et Leonardo. Ce programme s'appuie sur l'OCCAr,. Ces drones devraient être utilisés à la fois dans des missions d'observation et des missions armées.
Avions de patrouille maritime : faisant suite à l'acquisition des mêmes nouveaux avions de patrouille maritime P-8 Poseidon, la Norvège, le Royaume-Uni et les États-Unis établissent en 2017 un partenariat pour l'utilisation de ces avions destinés à être mis en œuvre dans l'Atlantique nord.
Frégates et chasseurs de mines : les marines belges et néerlandaises se sont dotées des mêmes frégates de la classe Karel Doorman et chasseurs de mine de la classe Tripartite, leur permettant d'en mutualiser l'entretien, la Belgique prenant en charge les chasseurs de mine et les Pays-Bas les frégates. Les deux États s'accordent en 2016 pour renouveler ces matériels anciens par des achats groupés et de maintenir à l'avenir la spécialisation en cours. Le lancement du nouveau programme est signé en mars 2017 et définitivement ratifié en juin 2018.
Système de combat aérien du futur (SCAF) : la coopération franco-britannique engagée concrètement en 2014 en vue de développer le SCAF s'arrête début 2018. La France et l'Allemagne s'entendent en 2017 pour conduire ensemble un programme de système de combat aérien du futur destiné à remplacer à l'horizon 2040 les chasseurs actuels de cinquième génération Rafale et Eurofighter Typhoon. Le contrat d'études initial est notifié en février 2019.
Système Principale de Combat Terrestre (MGCS) : le projet MGCS, pour Main Ground Combat System, sous la direction de l'Allemagne, doit remplacer les principaux chars de combat allemand Leopard 2 et français Leclerc à partir du milieu des années 2030.
Défense anti-missile (TWISTER) : le projet capacitaire Timely Warning and Interception with Space-based TheatER surveillance (TWISTER) vise à développer un intercepteur multi-rôle européen assurant la défense contre les menaces émergentes, avec une mise en service à l’horizon 2030. Ce programme rassemble la France, l'Italie, le Portugal, la Finlande, les Pays-Bas et l'Allemagne.
Corvette Européenne (EPC) : le projet naval European Patrol Corvette (EPC) a pour objet de concevoir un navire de 3000 tonnes d'ici 2030. Coordonné par l’Italie, ce programme réunit également la France, la Grèce et l’Espagne.
| Capacités                               | Objet de la coopération                                                  | Pays et Organisations | Système d'arme                   | Statut |
| --------------------------------------- | ------------------------------------------------------------------------ | --- | -------------------------------- | --- |
| Drone MALE                              | Acquisition                                                              | OCCAr | MALE RPAS (ou Eurodrone)         | Étude de conception achevée fin 2018. Appel d'offres en cours début 2019 pour le développement, la production et la phase initiale de MCO, |
| Frégate Chasseur de mines               | Acquisition groupée, partage et spécialisation des moyens de maintenance | Drapeau de la Belgique · Drapeau des Pays-Bas | 4 frégates 12 chasseurs de mines | Protocole d'entente pour l'acquisition en 2018, la Belgique pays leader pour les chasseurs de mines, les Pays-Bas pour les frégates        |
| Avion de patrouille maritime            | Mutualisation de la maintenance, utilisation coordonnée                  | Drapeau du Royaume-Uni · Drapeau des États-Unis · Drapeau de la Norvège · Drapeau de l'OTAN                                                                                          | Boeing P-8 Poseidon              | Avions commandés en 2017 et 2018 (Royaume-Uni : 9 ; Norvège : 5) Coopération prévue pour maintenance, formation et opérations              |
| Avion de patrouille maritime            | Acquisition                                                              | Drapeau de l'Allemagne · Drapeau du Canada · Drapeau de l'Espagne · Drapeau de la France · Drapeau de la Grèce · Drapeau de l'Italie · Drapeau de la Pologne · Drapeau de la Turquie | MMA                              | Définition des besoins en 2017 et 2018, |
| Système de combat aérien du futur       | Développement et acquisition en coopération                              | (obs.) | SCAF                             | Lettre d'intention des gouvernements en 2018 Contrat d'études du SCAF franco-allemand en 2019,                                             |
| Missile antinavire Missile de croisière | Acquisition                                                              | Drapeau du Royaume-Uni · Drapeau de la France | FMAN/FMC                         | Contrat d'étude de concept de 100 M€ conclu avec MBDA en 2017. Phase de design prévue à partir de 2020                                     |

## Renforcement de la base industrielle et technologique

### L'industrie de défense en Europe
L'industrie de défense en Europe représente en 2015 un chiffre d'affaires de plus de 100 milliards d'euros et emploie directement environ 500 000 personnes.
| Zone géographique | Nombre d'entreprises | Chiffre d'affaires 2015 (en millions de US $) |
| ----------------- | -------------------- | --------------------------------------------- |
| Europe            | 33                   | 108 470                                       |
| États-Unis        | 43                   | 228 605                                       |
| Russie            | 13                   | 31 900                                        |
| Autres            | 21                   | 32 140                                        |
| TOTAL             | 110                  | 401 115                                       |

Elle pèse toutefois moins de la moitié de l'industrie de défense américaine. Parmi les dix entreprises les plus importantes du secteur, sept sont américaines, une (BAE Systems) est britannique, une (Airbus Group) transeuropéenne et une (Finmeccanica) italienne. En Europe, 33 entreprises font partie des 110 les plus importantes ; seules deux d'entre elles sont transeuropéennes, Airbus Group et MBDA, les autres se répartissent entre dix pays. Les industries de défense les plus importantes en Europe sont par ordre décroissant celles du Royaume-Uni, de la France, de l'Italie et de l'Allemagne,. L'industrie de défense vit essentiellement des commandes nationales et des exportations d'armes, elles-mêmes fortement liées aux politiques publiques.

### Priorités nationales
Les efforts au niveau de l'UE pour générer de grands programmes qui permettraient des synergies fortes et des économies d'échelle en matière de R&D n'ont historiquement donné que peu de résultats car les intérêts industriels nationaux ont été privilégiés. Seuls 20 % de l’ensemble des dépenses européennes pour l’acquisition de matériel militaire sont financés sur une base binationale ou multinationale. En termes de base industrielle, des concentrations ont permis la création de quelques entreprises à taille mondiale : Airbus Group, BAE Systems, MBDA ou Thales aux côtés d'autres groupes tels que Dassault Aviation.
De son côté, l'industrie américaine de la défense a opéré une consolidation autour de cinq groupes majeurs : Lockheed Martin, Boeing, General Dynamics, Raytheon et Northrop qui dominent largement le marché mondial des armements et possèdent des capacités de R&D sans équivalent dans le reste du monde.
Dans le domaine des armements terrestres, KNDS, holding possédé conjointement par l'État français et la famille allemande Wegmann, créé en 2015, contrôle Nexter et Krauss Maffei Wegmann, permettant une mise en commun des efforts de R&D et facilitant l'émergence de programmes communs.
De plus, la puissance de l'industrie de défense des États-Unis et les pressions politiques de Washington conduisent souvent les États européens les plus atlantiques à se doter d'équipements américains. Le chasseur F35 de cinquième génération, destiné à être en service au moins jusqu'en 2040, adopté à mi-2017 par six pays européens moyennant quelques contreparties industrielles, en constitue une illustration typique.
| Rang Europe | Nom                         | Pays          | Chiffre d'affaires 2015 (en millions de US $) |
| ----------- | --------------------------- | ------------- | --------------------------------------------- |
| 1           | BAE Systems                 | Royaume-Uni   | 25 510                                        |
| 2           | Airbus                      | Transeuropéen | 12 860                                        |
| 3           | Leonardo                    | Italie        | 9 300                                         |
| 4           | Thales                      | France        | 8 100                                         |
| 5           | Safran                      | France        | 5 020                                         |
| 6           | Dassault Aviation           | France        | 4 932                                         |
| 7           | Rolls-Royce                 | Royaume-Uni   | 4 790                                         |
| 8           | Babcock International Group | Royaume-Uni   | 3 400                                         |
| 9           | Naval Group                 | France        | 3 320                                         |
| 10          | MBDA                        | Transeuropéen | 3 220                                         |
| 11          | AgustaWestland              | Italie        | 2 990                                         |

Les programmes lancés se heurtent aux jeux d'intérêts contradictoires de leurs acteurs, militaires, politiques et industriels, qui les ralentissent et les renchérissent considérablement, et souvent conduisent à leur abandon en cours de route. Les drones MALE en sont une illustration : un premier projet binational franco-néerlandais lancé en 2001 est abandonné en 2006. Un deuxième projet, dit EuroMALE, est confié par la France à EADS qui finit par obtenir de la France, de l'Allemagne et de l'Espagne les premiers financements. La guerre entre industriels et les atermoiements politiques retardent le projet qui finit par être abandonné en 2012. La France achète des drones MALE Reaper aux États-Unis. Un nouveau projet, dit MALE RPAS, voit le jour en 2016 co-financé par la France, l'Allemagne et l'Italie. Son aboutissement est prévu à l'horizon 2025, soit 25 ans après le premier projet en coopération et au prix d'argent public et privé dépensé sans résultat tangible.
Les États membres de l'UE tirent avantage de l'article 346 du TFUE qui stipule que « tout État membre peut prendre les mesures qu'il estime nécessaires à la protection des intérêts essentiels de sa sécurité et qui se rapportent à la production ou au commerce d'armes, de munitions et de matériel de guerre ».

### Plan d'action européen de la défense de la Commission
En décembre 2016, la Commission européenne présente un Plan d'action européen de la défense relatif au renforcement de l'industrie de défense européenne et de la coopération entre États européensens,, qui constitue un des trois volets du « train de mesures en matière de sécurité et de défense » adopté par le  Conseil européen de décembre 2016. Ce plan fait le constat que « le marché européen de la défense souffre de fragmentation et pâtit de l'insuffisance de la coopération industrielle ». Si la Commission ne peut se substituer aux décisions des états membres relatives aux niveaux d'investissement dans la défense, elle se propose de développer des stratégies visant à soutenir la compétitivité de l'industrie européenne de défense. Pour ce faire, la Commission met en place en 2017 un Fonds européen de la défense destiné à financer des projets de recherche collaboratifs et le développement conjoint de capacités de défense.
Concernant le volet « recherche », la situation est particulièrement critique en matière de dépenses de « recherche et de technologie » (R & T) qui représentent dans l'UE environ 2,4 milliards d'euros par an sur la période 2006-2011, contre 9 milliards d'euros aux États-Unis, et sont en baisse constante qu'il s'agisse de leur montant total ou de leur part réalisée en coopération. En moyenne annuelle sur la même période 2006-2011, la R&D de défense des états membres de l'UE est de 8,8 milliards d'euros par an, alors qu'elle est de 54,6 milliards d'euros pour les États-Unis qui continuent de les augmenter fortement depuis 2014, creusant encore l'écart avec l'Europe.
Concernant le volet « capacités », les apports financiers, normatifs et organisationnels de la Commission au marché de la défense en Europe vise à faciliter l'atteinte de l'objectif que se sont fixé les États membres d'affecter 35 % de leurs dépenses d'équipement à des projets collaboratifs, contre environ 20 % dans les années 2010-2015.